# Crotamitón
El crotamitón es un agente escabicida y antipruriginoso en forma de crema o loción para uso tópico. Se trata de un aceite incoloro a ligeramente amarillento, con un débil olor a amina. Es miscible con alcohol y con metanol. El crotamitón de venta comercial es una mezcla de isómeros cis y trans; es principalmente el (E)-isómero, con no más de 15% del (Z)-isómero. Debe ser protegido de la luz. El crotamitón sólo posee código ATC veterinario.

## Usos
El crotamitón se emplea para el alivio de la comezón e irritación de la piel causada por dermatitis, resequedad, salpullido alérgico, urticaria e irritación, varicela, picadura y mordedura de insectos como: piojos, pulgas, mosquitos, abeja, avispa, araña, etc, comezón de cabeza, quemaduras de sol (bronceado), comezón en ingles y axilas. Se ha usado tradicionalmente como pediculicida y escabicida. La crema o loción al 10% se aplica, después del baño, en la totalidad de la superficie corporal por debajo de la barbilla, prestando especial atención a los pliegues del cuerpo. Se debe administrar una segunda aplicación 24 horas más tarde, aunque puede ser necesario usarlo una vez al día hasta un total de 5 días para que resulte eficaz.

## Farmacodinamia
Como antipruriginoso, el crotamitón actúa sobre la tensión superficial de la epidermis como una loción refrescante de uso común. Como acaricida, el crotamitón actúa sobre el sistema motor de los parásitos, al inducir el cese irreversible de los movimientos espontáneos. El crotamitón posee acción bacteriostática contra estafilococos y estreptococos que puede ser favorable para evitar infecciones de la piel en casos de escabiosis grave.

## Farmacocinética
El crotamitón penetra rápidamente la piel y permanece ahí prácticamente sin absorberse por lo menos durante 24 horas. Se han encontrado trazas de crotamitón en plasma de voluntarios sanos a los cuales se les ha aplicado crotamitón crema al 10%; la cantidad de crotamitón absorbido y posteriormente eliminado por vía renal corresponde a menos del 1% de la dosis administrada.

## Uso en niños, embarazo y lactancia
Se aplica como crema o loción al 10% 2 o 3 veces al día; niños menores de 3 años pueden recibir una aplicación diaria. No hay experiencia para discernir la seguridad del crotamitón en el embarazo humano. Por lo tanto, no se recomienda su empleo en esta situación, especialmente durante el primer trimestre. No se sabe si el crotamitón penetra a la leche materna cuando la preparación se aplica tópicamente. Las madres lactando deberán evitar la aplicación en el área de los pezones.

## Reacciones secundarias
El uso tópico de crotamitón ocasionalmente causa irritación o alergia de contacto. Se han notificado casos raros de reacciones de hipersensibilidad.

## Sobredosis
Una mujer de 23 años de edad desarrolló convulsiones tónico-clónicas generalizadas, que requirieron tratamiento con diazepam, después de la ingestión de una emulsión de crotamitón. Otro tratamiento hospitalario incluyó lavado gástrico, carbón activado, y metoclopramida. El crotamitón se detectó en el suero en una concentración de 34 microgramos/ml y también fue detectable con varios metabolitos en la orina. También se hizo referencia a un reporte de un bebé de 2 meses de edad que había desarrollado palidez y cianosis después de una aplicación cutánea excesiva de una crema de crotamitón.

## Toxicidad
Tras la ingestión vía oral del crotamitón se han reportado ardor, irritación de la mucosa oral, del esófago y de la mucosa del estómago con náuseas, vómitos y dolor abdominal. Además, existe riesgo de metahemoglobinemia en caso de ingestión de la loción o la crema de modo accidental, así como en el caso de absorción excesiva a través de la piel.

## Información adicional
El crotamitón no se debe aplicar en boca u otras membranas mucosas o en la piel excoriada. Tampoco se debe aplicar en los ojos ni alrededor de los ojos ni en presencia de heridas exudativas, ni se debe utilizar en pacientes con dermatitis exudativa aguda o que padezcan eccema agudo. En presencia de sarna eccematosa, el eccema se deberá tratar antes de la sarna. En niños pequeños, no se debe aplicar el crotamitón en grandes superficies.